# Прахалис, Саманта
Саманта Прахалис (англ. Samantha Prahalis; род. 23 января 1990 года в Коммаке, Нью-Йорк, США) — американская профессиональная баскетболистка, выступала в женской национальной баскетбольной ассоциации. Была выбрана на драфте ВНБА 2012 года в первом раунде под шестым номером командой «Финикс Меркури». Играла на позиции разыгрывающего защитника.

## Ранние годы
Саманта родилась 23 января 1990 года в статистически обособленной местности Коммак (остров Лонг-Айленд, округ Саффолк, штат Нью-Йорк) в семье Джона и Ким Прахалис, у неё есть старшие брат, Майк, и сестра, Мэллори, училась она там же в одноимённой средней школе, в которой выступала за местную баскетбольную команду.